# David Faustino
David Faustino (Los Angeles, 3. ožujka 1974.), američki glumac i pjevač.
Rodio se u Los Angelesu, kao sin Rogera Faustina i Kay Freeman. Ima jednog brata, Michaela, koji je također glumac.
David je najpoznatiji kao Budrick Franklin "Bud" Bundy iz sitcoma (humoristične serije) "Bračne vode" koja se na kući FOX prikazivala od 1987. do 1997. godine. No, David je ostvario više od 150 uloga na dosadašnjem glumačkom putu.
Bio je oženjen do prošle godine, kada je podnio zahtjev za razvod od supruge s kojom nema djece. Kao razlog razvoda navedene su nepomirljive razlike. David ne želi plaćati alimentaciju svojoj supruzi.
Bio je i neuspješan reper, što je parodirano u seriji. Nedavno je uhićen zbog pijanstva i posjedovanja marihuane.

## Vanjske poveznice
- David Faustino u internetskoj bazi filmova IMDb-u (engl.)
- David Faustino's mugshot at The Smoking Gun
- David Faustino's Arrest Report at The Smoking Gun  Arhivirana inačica izvorne stranice od 18. srpnja 2007. (Wayback Machine)
- Yahoo! Entertainment story on Faustino